# Bergsdegu
Bergsdegu (Octodontomys gliroides) är en gnagare i familjen buskråttor som lever i Sydamerika. Det är den enda arten i släktet Octodontomys.

## Kännetecken
Djuret når en längd av cirka 18 centimeter och därtill kommer en lika lång svans. Vikten varierar mellan 100 och 200 gram. Pälsen är liksom hos chinchillor mjuk och tät. Den är på ovansidan grå och på buken vitaktig. Öronen och ögonen är jämförelsevis stora. Bergsdegun kännetecknas av svansens spets som sluter i en bred pensel. Hos vuxna exemplar är svansen på ovansidan mörk och på undersidan ljus. Ungar har en mörkare päls på ryggen och en gråaktig päls på buken. Tofsen vid svansens spets är hos ungar mörbrun till svart.

## Utbredning och habitat
Djuret förekommer i sydvästra Bolivia, norra Chile och nordvästra Argentina. Den lever i bergstrakter och på högplatån Altiplano. Habitatet är ganska torr och ligger mellan 200 och 5 000 meter över havet.

## Levnadssätt
Efter allt som är känt är bergsdegun aktiv på skymningen och natten. Den har sitt gömställe i jordhålor under kaktusväxter eller akacior samt i grottor och bergssprickor. Födan är beroende på årstiden. Under vintern äter djuret främst akaciornas baljfrukter och under sommaren främst kaktusväxterna frukter.
Dräktigheten varar i 100 till 110 dagar och sedan föder honan ett till tre ungar. De är borymmare som är utrustade med päls och öppna ögon. Den äldsta kända individen blev 7 år gammal.
Arten kan leva bland människans bosättningar och den listas av IUCN som livskraftig.